# Curcuma ceratotheca
Curcuma ceratotheca là một loài thực vật có hoa trong họ Gừng. Loài này được Karl Moritz Schumann mô tả khoa học đầu tiên năm 1899. Mẫu dịnh danh Sarasin n. 786 thu thập ngày 4 tháng 11 năm 1894 tại Tomohon, tỉnh Bắc Sulawesi.

## Phân bố
Loài này có tại miền bắc đảo Sulawesi, Indonesia.